# Fimbristylis turkestanica
Fimbristylis turkestanica är en halvgräsart som först beskrevs av Eduard August von Regel, och fick sitt nu gällande namn av Boris Fedtjenko. Fimbristylis turkestanica ingår i släktet Fimbristylis och familjen halvgräs. Inga underarter finns listade i Catalogue of Life.